# 真間美也
真間 美也（まんま みや、1997年2月1日- ）は、日本の元グラビアアイドル。キャリアの初期は黒田美也名義で活動。

## 経歴
1997年2月1日、大阪府に生まれる。
「まだ人見知りするくらい幼い頃」母親によって当時の所属事務所（ホット・オフィス）に連れてこられる。津田麻由美代表が話しかけても泣いてばかりで、なりたいものは「お花屋さん」と答えていた（香月真理子の取材による）。
本人によると、小学校1年の終わり頃から女優を目指すようになる。
2006年、黒田美也名義でデビュー。翌年、真間美也の芸名に変更。イタリア語に「マンマ・ミーア」という言葉があるがそれに掛けている。ホット・オフィス在籍中はイメージDVDの他、同社が力を入れているドラマDVDなどにも出演。
18歳を迎えたのちは電子書籍でセミヌードも披歴している。

### 人物
趣味はピアノ。特技はけん玉。
好きな食べ物はいちご。おでんでは玉子。嫌いな食べ物はない（以前はトマトが嫌いだったが、ロケ先の食事に出てくるので食べられるようになった）。

## フィルモグラフィ

### イメージDVD
- スクール水着オーディションPART13 スクール水着編（アイマックス、2006年9月20日）共演：杏なつみ・佐々木舞・大西杏奈・芦田実沙寿・酒井ひかり・清水まゆ
- スクール水着オーディションPART13 きらめき水着編（アイマックス、2006年9月20日）共演：杏なつみ・佐々木舞・大西杏奈・芦田実沙寿・酒井ひかり・清水まゆ
- うれし恥ずかし2枚組 20 ソフィア番外編リトルソフィア（日本メディアサプライ、2006年9月22日）共演：酒井ひかり、大西杏奈、佐々木舞
- 真間美也 10才 関西娘!!マンマミーヤの大挑戦（日本メディアサプライ、2007年04月20日）
- 真間美也 小学5年生 WANTED 005 ぷるる（2007年ころ）
- 真間美也/ワルツの森 vol.07（ART HOUSE GON、2007年5月24日）
- Moecco VOL.30 キャンディー（タスクオフィス、2007年）
- みや / HMP Vol.4 Juicy（Happy Mint Pictures、2010年12月10日）
- 真間美也 / Angel Kiss（スパークビジョン、2011年5月26日。JAN 4580127276930）
- Candy Glamour みや（スパークビジョン、2013年8月20日）
- Candy Glamour 2 みや（スパークビジョン、2013年11月26日）
- FETISH（スパークビジョン、2013年12月25日。ISBN 978-4-86217-989-0）
- 美少女図鑑NEO Vol.1「みや」（スパークビジョン、2014年5月16日）
- 真間美也 / mini aile beyond（ミニエル、2014年3月23日。JAN 4560210083881）
- 真間美也 / mini aile beyond 真間美也 2（ミニエル、2014年7月23日。JAN 4560210084055）
- 真間美也 / mini aile beyond 真間美也 3（ミニエル、2014年11月23日）
- 真間美也 / mini aile beyond 真間美也 4（ミニエル、2015年01月13日）
- キューティーハート（インテック、2015年03月13日）

### 女優として
- WANTED Vol.3 A Half Blood Vampire（2007年9月1日、office1000） 共演：芦田実沙寿、大西杏奈、佐々木舞
- WANTED Vol.6 Jr.アイドル Cat's ミュージカル NORA（office1000、2007年11月1日）共演：佐々木舞、大西杏奈、荒井リカ、森俊朗ほか[8]
- WANTED Vol.10 佐々木舞＋真間美也 M2-2 悪戯っ娘。（office1000、2008年4月1日）
- WANTED Vol.13 M-3 怪盗少女伝 NEZUMI（2008年7月1日）共演：芦田実沙寿・佐々木舞ほか

## 出版

### 写真集
ピュア・カワＤＸ（メディアックス、2007年）※オムニバス

### 雑誌
- らぶらぶ U-12 VOL.2（セブン新社、2007年6月15日）
- モエッコ Vol.12（マイウェイ出版、2008年）

### 電子書籍
- 会田我路『ガールズダイアリー 真間美也 vol.1』(SPLASH PRO）
- 会田我路『ガールズダイアリー 真間美也 vol.2』（SPLASH PRO）
- 会田我路『僕のまんまみ～や 真間美也/Miya Manma 野外授業は裸じゃなくちゃね』（Amazon Services International, Inc.。ASIN B0713RSFRN）
- 会田我路『僕のまんまみ～や 真間美也/Miya Manma vol.002　変形水着はチョット恥ずかしかったは！』（Amazon Services International, Inc.。ASIN B0716JYXLP）
- 会田我路『美少女物語　真間美也　vol.01』（スプラッシュプロ、2018年）
- 会田我路『美少女物語　真間美也　vol.02』（スプラッシュプロ、2018年）